# Смоляни-Жардави
Смоляни-Жардави (пол. Smolany-Żardawy) — село в Польщі, у гміні Яновець-Косьцельний Нідзицького повіту Вармінсько-Мазурського воєводства.
Населення — 81 особа (2011).
У 1975-1998 роках село належало до Ольштинського воєводства.

## Демографія
Демографічна структура станом на 31 березня 2011 року:
|          | Загалом | Допрацездатний вік | Працездатний вік | Постпрацездатний вік |
| -------- | ------- | ------------------ | ---------------- | -------------------- |
| Чоловіки | 45      | 14                 | 25               | 6                    |
| Жінки    | 36      | 5                  | 22               | 9                    |
| Разом    | 81      | 19                 | 47               | 15                   |